# شهریارک مائوپیتی
شهریارک مائوپیتی (نام علمی: Pomarea maupitiensis) گونه‌ای پرنده از تیرهٔ مگس‌گیران شهریار (Monarchidae) بود. این پرنده بومی جزیره مائوپیتی در جزایر سوسایتی (پلی‌نزی فرانسه) بود. شهریارک مائوپیتی اندکی پس از جمع‌آوری نمونه اصلی در سال 1823 توسط افسر نیروی دریایی فرانسه، ژول دو بلوسویل، منقرض شد. در زمان جمع‌آوری، برای جانورشناسان ناشناخته بود. 

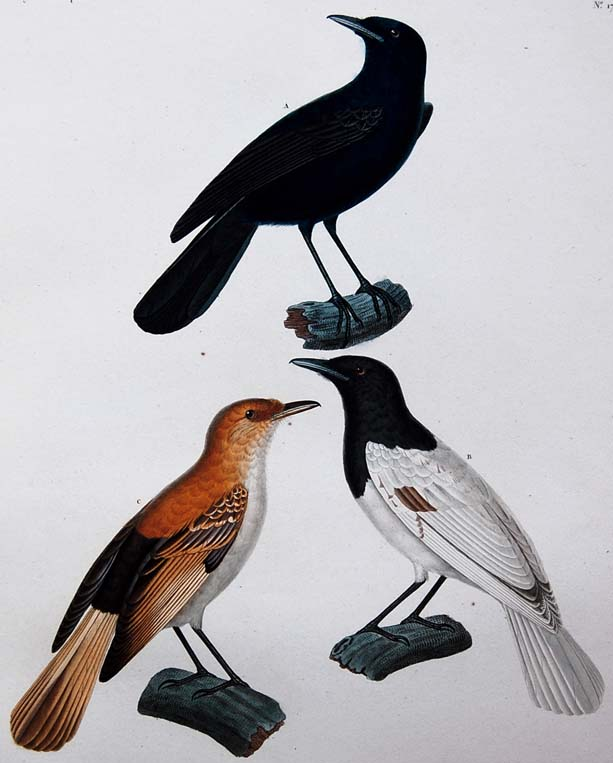